# 三櫂村
三櫂村（みさおそん）はかつて上道郡にあった村である。現在の岡山市門田文化町周辺。周辺には操、三勲などで「みさお」と読む例がある。

## 歴史
旧石器時代の常住寺東南遺跡、旗振台遺跡からこの時代の細石器が見つかっている。文化町付近は岡山市では最も古くから人が住んでいた所のようだ。縄文時代の初期は、氷河が溶け、海面が上がることにより、平地は海となり操山は孤立した島になった。古墳時代になると水田耕作が盛んになり百間川遺跡に見られるような農村部落が門田あたりにもでき始めた。大和時代から桃山時代、門田一帯は半農半漁の貧しい部落だった。しかし江戸時代になると峠坂ができ、城下と倉田・倉富・倉益等の干拓地との交通路として重要な役割をはたした。

## 沿革
- 1889年6月1日 - 町村制のため 網浜村の大部分、門田村の大部分、国富村の大部分、岡山区岡山花畑の一部を合併し発足。

- 1899年8月1日 - 岡山市に編入される。